# Koperniki
Koperniki est une localité polonaise de la gmina de Nysa située dans la voïvodie d'Opole et le powiat de Nysa.